# DownThemAll!
DownThemAll! (abbreviato come DTA) è un download manager utilizzato come componente aggiuntivo per Mozilla Firefox. Utilizza una licenza del tipo GNU General Public License. Permette di sospendere e riavviare i download in qualsiasi momento senza perdere dati, di scaricare tutti i collegamenti, le immagini o gli oggetti incorporati contenuti in una pagina web. Supporta entrambi i protocolli HTTP e FTP.

## Storia
Una delle caratteristiche principali di DownThemAll! è la capacità per il download di più parti. Questa funzione è simile alle funzionalità di GetRight e Download Accelerator Plus. Se abilitato, questo consente all'utente di scaricare il file in pezzi, quindi combinare i pezzi dopo il download completato, aumentando così la velocità di download quando connesso a un server lento. La versione 1.0b1 ha aggiunto il supporto per Metalink che consente di passare più URL per ogni file a DTA, insieme a checksum e altre informazioni.
Quando si estraggono i collegamenti da una pagina, l'utente può scegliere di scaricare solo file specifici (per esempio: tutti i PDFs) utilizzando i filtri inclusi con caratteri normali o metacaratteri.
Per le versioni precedenti alla 4.0, DownThemAll! è supportato solo sulle versioni di Firefox antecedenti Firefox Quantum (versione 57), in quanto quest'ultima ha introdotto dei cambiamenti radicali nell'API; pertanto, per poter utilizzare l'estensione si doveva necessariamente ricorrere o a versioni obsolete del browser oppure a fork non basati su Firefox Quantum (come Waterfox). Con la pubblicazione della versione 4.0 tale limite è stato pienamente risolto.